# Лола, Анна Тихоновна
Анна Тихоновна Лола, в девичестве — Володченко (18 декабря 1912, село Чумаки, Павлоградский уезд, Екатеринославская губерния, Российская империя — 5 июля 2008, посёлок Артёма, Константиновский район, Донецкая область, Украина) — звеньевая молочного совхоза № 9 имени Артёма Министерства совхозов СССР, Константиновский район Сталинской области, Украинская ССР. Герой Социалистического Труда (1949).

## Биография
Родилась в 1912 году в крестьянской семье в селе Чумаки Павлоградского уезда. С раннего возраста трудилась в сельском хозяйстве. С 1928 года — рабочая в совхозе «Победа» Северо-Кавказского края. Затем проживала в Мечётинском районе Ростовской области. Её муж погиб на фронтах Великой Отечественной войны. После освобождения Донбасса осенью 1943 года переехала с детьми к сестре в Константиновский район Сталинской области. В послевоенные годы возглавляла полеводческое звено молочного совхоза № 9 имени Артёма Константиновского района.
В 1948 году звено под её руководством собрало в среднем с каждого гектара по 35,7 центнера пшеницы с площади 44 гектара. Указом Президиума Верховного Совета СССР от 14 мая 1949 года удостоена звания Героя Социалистического Труда за «получение высоких урожаев пшеницы при выполнении совхозами плана сдачи государству сельскохозяйственных продуктов в 1948 году и обеспеченности семенами всех культур в размере полной потребности для весеннего сева 1949 года» с вручением ордена Ленина и золотой медали «Серп и Молот» (№ 3603).
В последующем трудилась няней в совхозном детском саде.
Проживала в посёлке имени Артёма (с 2016 года — Долгая Балка). Умерла в июле 2008 года. Похоронена на местном кладбище.